# Gerdina Hendrika Kurtz
Gerdina Hendrika Kurtz, roepnaam Gerda, (Amsterdam, 15 november 1899 – Bennebroek, 19 december 1989) was een Nederlandse historicus en archivaris. Zij publiceerde onder de naam G.H. Kurtz.

## Jeugd en opleiding
Kurtz werd geboren te Amsterdam als oudste dochter van Hendrik Johann Julius Kurtz, een spoorwegambtenaar van Duitse komaf, en Anna Berendina ten Harmsen. Zij had één zus. De familie verhuisde toen Kurtz 7 was naar Haarlem, waar haar moeder in 1913 overleed. Kurtz ging na de MMS naar het Stedelijk Gymnasium, waar ze in 1919 haar diploma behaalde. Vervolgens begon ze met een letterenstudie aan de Universiteit Utrecht, die ze in 1925 voltooide. Ze promoveerde in 1929 met haar proefschrift over stadhouder Willem III en Amsterdam, onder begeleiding van historicus Willem Kernkamp. Kurtz was een talentvolle student en studeerde cum laude af in 1929. Daarmee was zij de vijfde vrouw die cum laude afstudeerde aan een Nederlandse universiteit. Gedurende haar studies keerde Kurtz geregeld terug naar Haarlem om in te vallen als leraar geschiedenis en aardrijkskunde aan het Stedelijk Gymnasium. Ook werkte zij als stagiair voor het Rijksarchief in Utrecht. Dit bleef zij doen tot zij in 1930 haar archiefdiploma haalde en de functie van assistent aannam bij de Gelderse Vallei. In de tussentijd bleef ze zoeken naar een functie als archivaris.

## Benoeming tot archivaris van Haarlem
Ondanks het feit dat Kurtz de beste student in haar leerjaar was, had ze moeite met het vinden van een geschikte baan. In 1913 werd een Nederlandse wet die het ontslaan van getrouwde vrouwen voorschreef teruggedraaid, maar in 1924 werd het Koninklijk besluit genomen om alle vrouwelijke ambtenaren jonger dan 45 te ontslaan zodra zij in het huwelijksbootje stapten. Tegen de tijd dat Kurtz op zoek was naar een baan, in 1933, was deze wet ook van toepassing geworden op vrouwelijke werknemers van lokale overheidsinstellingen. Gezien het feit dat archivarissen voornamelijk voor lokale of federale overheidsinstellingen werkten, zagen de vooruitzichten voor Kurtz er somber uit.
Toen de gemeentearchivaris van Haarlem stierf probeerde de gemeenteraad de situatie eerst op te lossen door de functie samen te voegen met de stadsbibliotheek. Zij heroverwogen dit voorstel toen verschillende groepen hiertegen protesteerden. Zo werd Kurtz een van de negen kandidaten voor de positie. Als vrouw stond zij laag op de lijst, maar ze kende enkele invloedrijke mensen in Haarlem en ze was daarbij de enige met de juiste kwalificaties. De gemeenteraad besliste in haar voordeel en Kurtz werd in 1936 aangenomen.

## De Juffrouw
Zes maanden na Kurtz’ aanstelling verhuisden de gemeentearchieven naar de huidige locatie in de Janskerk aan de Jansstraat in Haarlem. De verhuizing gaf Kurtz de mogelijkheid om de archieven te reorganiseren en herordenen, alsmede om nieuwe archieven te verwerven en te inventariseren. Zij bedacht hier haar eigen catalogussysteem voor. Zij werd bekend als 'de Juffrouw' en hielp honderden bezoekers van de stadsarchieven met hun onderzoeksprojecten. Kurtz had met name veel kennis over de Haarlemse geschiedenis, waarover ze lezingen gaf en stukken schreef. 
Tijdens de Tweede Wereldoorlog schreef zij een boek over de geschiedenis van Haarlem, waardoor ze erachter kwam hoe rampzalig het beleg van Haarlem en de Franse bezetting geweest waren voor de archieven. Het is aannemelijk dat dit onderzoek Kurtz inspireerde om veel foto’s van Haarlem te maken tijdens de Duitse bezetting. Deze foto’s zijn vervolgens in veel wetenschappelijke publicaties gebruikt om de verschillende aspecten van de oorlog te documenteren. Tijdens de Tweede Wereldoorlog verborg Kurtz ook Joodse archivalia in de crypte van de Sint Janskerk. Zij bood onderduikers tevens een schuilplaats aan in het aan de Janskerk grenzende voormalige Jansklooster. Het gemeentearchief was destijds het enige openbare gebouw waar geen bordje Joden verboden ophing.

## Publicaties
Vanaf 1937 was Kurtz lid van de Soroptimistenclub en vanaf 1938 was zij het eerste vrouwelijke bestuurslid van de Historische Vereniging Haerlem. In 1946 werd zij als tweede vrouw ooit lid van de Hollandsche Maatschappij der Wetenschappen. Zij schreef verscheidene publicaties. Hier is een selectie van haar meest bekende werken:
- Beknopte geschiedenis van Haarlem, 1946[5]
- Geschiedenis en beschrijving der Haarlemse hofjes, 1951
- Honderd jaar Gemeentelijke Archiefdienst Haarlem, 1957
- Kenu Symonsdochter van Haerlem, 1956
- Het Proveniershuis te Haarlem, 1979
- De straat waarin wij in Haarlem wonen ; geschiedenis en verklaring der Haarlemse straatnamen, 1965

## Latere jaren

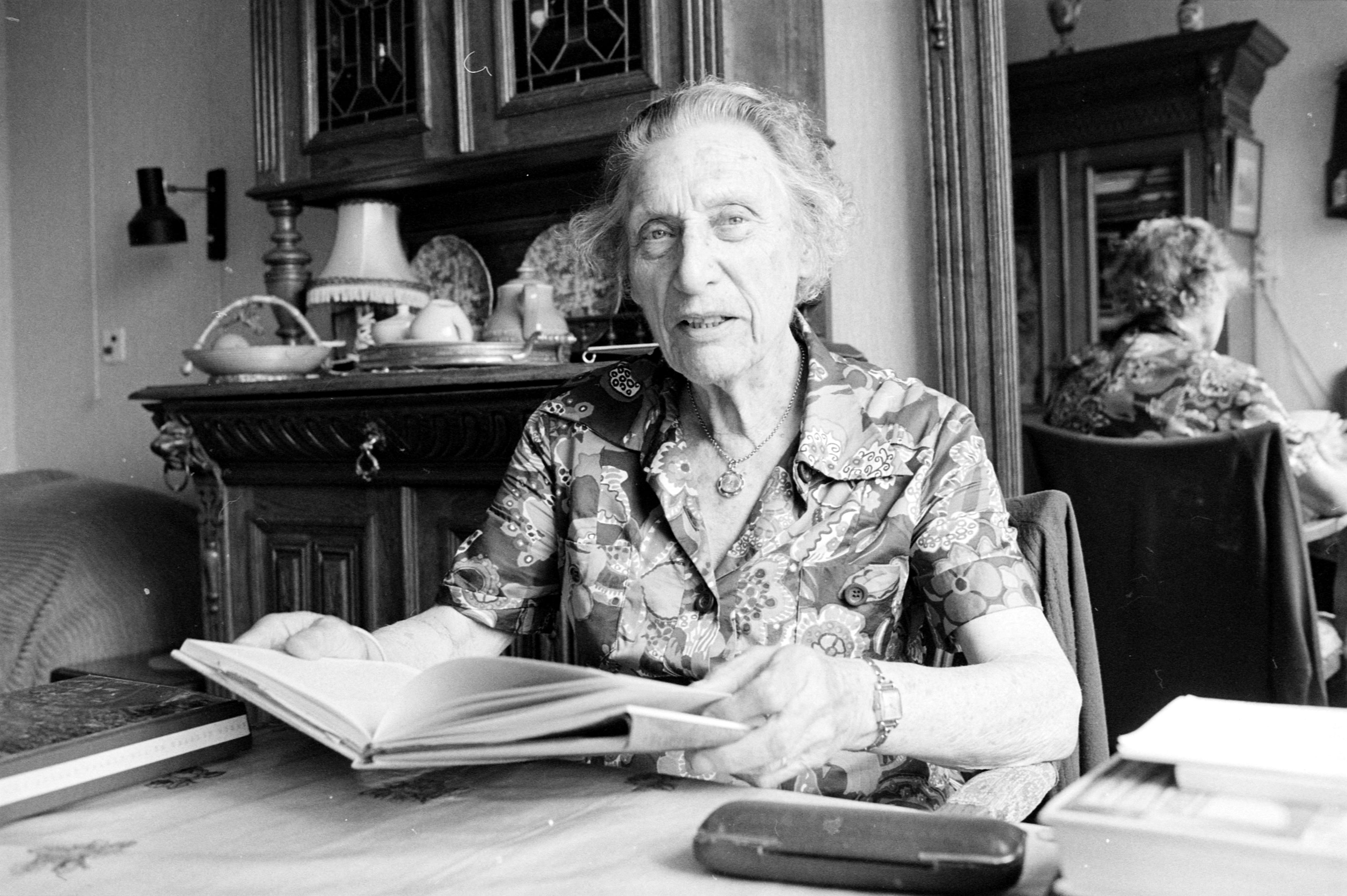
Mevrouw Kurtz, 83 jaar, schrijfster, 1982

Kurtz kreeg verschillende onderscheidingen voor haar werk als archivaris en historica. Zo kreeg zij in 1961 de zilveren legpenning van de Historische Vereniging Haerlem en werd zij in 1969 benoemd tot erelid van deze vereniging. Zij ging in december 1964 met pensioen en werd in datzelfde jaar benoemd tot Ridder in de Orde van Oranje Nassau. Kurtz bleef ook na haar pensioen onderzoek doen en publiceren. Haar laatste boek publiceerde zij op 80-jarige leeftijd. 
Kurtz bleef ongehuwd. Na een lang ziekbed stierf zij op 90-jarige leeftijd in Bennebroek. Zij werd begraven op de begraafplaats in Westerveld.
- Biografisch Portaal: 29109568
- Digitale Bibliotheek voor de Nederlandse Letteren: kurt002
- Gemeinsame Normdatei: 1023050943
- International Standard Name Identifier: 0000 0003 9600 2408
- Nederlandse Thesaurus van Auteursnamen: 070371849
- Virtual International Authority File: 311149236
- WorldCat: E39PBJtmv6mxvBd8PdRCfYdYT3